# 서부 리비아 전역
2019년 서부 리비아 공세, 작전명 "존엄성의 홍수 작전"은 리비아 국민군이 육군원수 칼리파 하프타르의 지휘 하에 수행 중인 군사 전역이다. 이 작전은 대표자 의회가 서부 리비아 지역과 국제적으로 인정받고 있는 국가협의정부의 수도 트리폴리를 탈환하기 위해 토브룩 정부가 진행 중인 공세이다. 2019년 4월 4일 공세는 시작되었다.

## 배경
2011년 카다피 정부가 붕괴된 이후, 리비아의 정치 및 군사적 통제권은 혼란적인 상황이었다. 2014년 여러 분파들의 전투가 격화되었고, 토브룩에 정부를 둔 대표자 의회가 리비아의 합법정부임을 주장하며 주요 정치 세력으로 떠올랐다. 대표자 의회는 육군 원수 할리파 하프타르의 리비아 국민군의 지원을 받았다. 2016년 초 이들에 맞서는 국가협의정부가 유엔을 비롯한 몇몇 국가의 지지 하에 트리폴리에 수립되었다. 두 정부 간의 협상 시도가 몇 차례 있었고 2017년부터 2018년 사이에 새 선거단이 조직되었다. 2019년에도 선거에 대한 계획은 여전히 확실히 잡혀져 있지 않은 상황이다.
4월 14일 사라흐와 하프타르의 연립정부 구상을 목적으로 계획된 리비아 국가 협상은 국제적인 지지를 받았지만 그 전에 전투가 발발했다. 회담은 1년 동안 계획되었고, 120에서 150 정도의 정치 분파 전체가 참여하게 되었다. 이들의 목표는 새로운 헌법에 대한 틀과 대선 및 총선에 대한 계획을 세우는 것이었다. 2019년 3월 하프타르의 군대가 서부 및 남부 리비아로 진격하자 회담의 조직위원들은 걱정하기 시작했다.
2019년 4월 4일, 하프타르 장군은 국제적으로 인정받고 있는 국가협의정부에 전쟁을 선포하고, 리비아 국민군이 수도 트리폴리를 점령하겠다는 오디오 기록을 페이스북에 올렸다. 이에 대응해 트리폴리 정부의 총리 파예즈 알사라지와 대통령 의회는 보안군 전체의 동원을 명령했다.